# ゲルニカ (バンド)
ゲルニカ（GUERNICA）は、男女3人によって構成される日本の音楽ユニット。1981年に結成。

## 概要
戸川純、上野耕路、太田螢一の3人による音楽ユニット、デビューアルバム『改造への躍動』のプロデュースは　細野晴臣が担当。。
戸川純がハルメンズのライブに参加したことで上野耕路と戸川が意気投合しコンセプトを構築、太田螢一が合流し、ゲルニカが結成される。
当初、未来派の騒音楽器から取ってイントナルモーリと名乗っていたが、後、ゲルニカへと変更された。
ユニットの音楽性は、「第二次世界大戦前、20世紀初頭の歌謡曲、唱歌、軍歌をシンセサイザー等を使用して再解釈する」というものであり、メンバーの衣装も戦前によく見られた服装を模倣したものであった。
戸川純は、太田螢一が作詞して上野耕路が作曲した歌を唄うことで彼らの世界観を聴き手に伝えるという意味において媒体であり、主演女優に徹していた。戸川自身は、上野と太田がゲルニカの参謀ならば自身は前線を往く兵隊という気持ちであり、上野と太田が頭を使って自身は身体を使うというつもりでいた。モチーフ的に右寄りな曲もチャンバラごっこ止まりというコンセプトも、戸川の趣味に合っていた。
1983年からの活動休止は1年間限定で、上野と太田は再開するつもりだったが　アルファとの契約を消化するためにソロ・アルバムを出すことになり、戸川がソロやヤプーズでの活動に注力したことで再開は1988年まで先延ばしにされた。

## 来歴
1981年結成。
1982年『改造への躍動』発売（アルファレコード『YEN』）。
1988年『新世紀への運河』発売（テイチクレコード）
1989年『電離層からの眼差し』発売
2002年『GUERNICA IN MEMORIA FUTURI 〜ゲルニカ二十周年記念完全盤〜』発売

## メンバー
戸川純　　ボーカル
上野耕路　作曲、編曲、キーボード
太田螢一　作詞、ステージデザイン、美術、衣装

## 作品

### 映像作品
|  | 発売日        | タイトル                                      | 規格 | 規格品番   | レーベル | 備考                                               |
|  | ------------- | --------------------------------------------- | ---- | ---------- | -------- | -------------------------------------------------- |
|  | 2004年6月23日 | ゲルニカ:リライティング・ヒストリー 1982-1989 | DVD  | VPBQ-19019 | VAP      | ライブやオフショット、CMなどの映像を収録した作品。 |